# Реммер, Кристоффер
Кристоффер Конгстед Реммер (дат. Christoffer Kongsted Remmer; род. 16 января 1993, Видовре, Дания) — датский футболист, защитник клуба «Сённерйюск».

## Клубная карьера
Кристоффер начал заниматься футболом в клубе «Видовре» из его родного города.
В 2009 году Реммер присоединился к молодёжной команде «Копенгагена». В составе столичной команды защитник стал победителем молодёжного чемпионата страны. В октябре 2011 года Кристоффер подписал контракт с «Копенгагеном» до лета 2014 года.
Летом 2012 года он был переведён в первую команду. 4 августа 2012 года защитник дебютировал в чемпионате, выйдя в стартовом составе на матч с «Эсбьергом». В сезоне 2012/13 Кристоффер провёл 4 игры за «Копенгаген», в следующем — 14 встреч. 10 декабря 2013 года Реммер провёл свой первый матч в еврокубках, выйдя на замену в игре группового этапа Лиги чемпионов против мадридского «Реала».

## Карьера в сборной
24 апреля 2009 года Кристоффер дебютировал за юношескую сборную Дании (до 16 лет) во встрече со сборной Венгрии. С 19 октября 2010 года по 6 мая 2011 года Реммер сыграл 7 игр за сборную Дании (до 18). За период с августа 2011 года по май 2012 года защитник провёл 15 матчей за юношескую сборную Дании (до 19 лет). В июле 2012 года Кристоффер был капитаном в 2 играх на Молочном кубке в Северной Ирландии. 21 марта 2013 года дебютировал в составе молодёжной сборной Дании против сверстников из Франции.

## Достижения
«Копенгаген»
- Чемпион Дании (2): 2012/13, 2015/16
- Обладатель Кубка Дании (2): 2014/15, 2015/16